# کمیته ستار
کمیته سری ستار، که در دوره استبداد صغیر محمدعلی شاه در رشت، گیلان تشکیل شد و هدف از تشکیل آن، اعاده مشروطیت بود. ۴۶ نفر از مشروطه خواهان گیلانی و غیر گیلانی که در آن زمان در رشت بودند، در آن عضویت یافتند و با مساعی آنان بود که انقلاب محرم ۱۳۲۷ ه‍.ق رشت واقع شد که به نوبه خود منجر به فتح تهران و اعاده مشروطیت گردید. اعضای شناخته شده این کمیته عبارت بودند از: میرزا کریم خان رشتی - عبدالحسین خان سردار محیی - میرزا محمدعلی مغازه تبریزی - علیمحمد خان تربیت تبریزی - سید اشرف الدین حسینی نسیم شمال- میرزا حسین کسمایی- سید یحیی ناصرالاسلام ندامانی -احمدعلی خان امشه‌ای - عباس خان امشه‌ای - حسن خان عمیدالسلطان- آقاگل اسکندانی (میخ فروش).
کمیته ستار، نام محفلی سری است که توسط عده‌ای از مشروطه طلبان گیلان در رشت پایه‌گذاری شد.

## پیش‌زمینه
به رغم سرکوب و فشار حکومت، انجمن‌های مبارز مختلفی در شهرهای گیلان و به ویژه رشت در حمایت از مشروطه‌خواهان تشکیل شد که بیشتر آنان توسط روحانیون اداره می‌شدند. انجمن «کمیته ستار» که محرمانه فعالیت می‌کرد، از این دست است.

## تشکیل

### نامگذاری
نام این کمیته، «ستار» بود. به عقیده بعضی، این نام از این جهت انتخاب شده بود که می‌بایست به صورت یک راز باقی بماند و اعضایش شناخته نشوند؛ چراکه این افراد، به محض شناخته شدن دستگیر می‌شدند. به عقیده بعضی دیگر، این نامگذاری به‌منظور بزرگداشت نام ستار خان صورت گرفته بود. در هر صورت، جز عده‌ای اندک از نزدیکان اعضای کمیته، کسی اعضای آن را نمی‌شناخت.

### اعضاء
اعضای این کمیته عبارت بودند از: میرزا کریم خان رشتی (خان اکبر) و سه برادرش معز السلطان و عمید السلطان و احمد علی خان، سید یحیی ندامانی (ناصر الاسلام)، حسین کسمایی، علی محمد تربیت، حاجی حسین  (اسکندانی)، جواد خان (ناصر الملکی)، مشهدی مختار (اردبیلی)، آقاگل میخ فروش (اسکندانی)، رحیم شیشه‌بر و میرزا محمدعلی (مغازه).

## سازمان کمیته
میرزا کریم خان رشتی در رأس کمیته سری قرار داشت. جلسات کمیته در محله سبزه میدان در خانه میرزا یوسف خان (معاون دیوان) که در ضمن شوهر خواهر مدیر الملک بود، تشکیل می‌شد. از قرار معلوم، سردار افخم از همان روز نخست ورود خود به گیلان به تمام پیشنهادهای مجاهدین و آزادی‌خواهان گیلان بی‌اعتنا بود و به درخواست مردم در خصوص تأسیس انجمن ایالتی به هیچ وجه توجهی نداشت و از این بابت مورد خشم و نفرت مردم آزادی‌خواه گیلان بود.

## حمله به باغ مدیریه
سردار افخم برای مقابله با شورش‌های احتمالی، دارالحکومه را به مرکز اوباشان و فراشان سرکوب گر تبدیل کرده بود. به همین جهت مجاهدین گیلان از جمله اعضای کمیتهٔ ستار تصمیم گرفتند به هر وسیلهٔ ممکن سردار افخم را از بین ببرند. حمله آنان به دارالحکومه منجر به رویداد باغ مدیریه گردید.